# لناسا
لناسا (به انگلیسی: Llanasa) یک منطقهٔ مسکونی در بریتانیا است که در فلینتشر واقع شده‌است. لناسا ۴٬۳۵۳ نفر جمعیت دارد.